# واد الجمعة
واد الجمعة هي قرية مغربية شمال المملكة. تنتمي واد الجمعة لإقليم تاونات الجبلي. تضم هذه القرية 9.983 نسمة (إحصاء 2004).